# Kerk bij de Sandomierz-toren
De Kerk bij de Sandomierz-toren (Pools: Kościół przy Baszcie Sandomierskiej) was een preromaanse of romaansekerk op de Wawelheuvel in Krakau.

## Geschiedenis
De kerk is vermoedelijk in de tweede helft van de 11e eeuw of de 12e eeuw gebouwd. De kerk was rond, had een diameter van 8 meter, en had een apsis van ongeveer 4 meter aan haar oostzijde. De kerk had ook vermoedelijk een matroneum aan haar westzijde en was omringd door een kerkhof, dat in de jaren '50 is aangetroffen.
Het gebouw is waarschijnlijk in de 13e eeuw gesloopt om ruimte te maken voor nieuwe verdedigingswerken. De gegeven naam komt voort uit het feit dat het niet bekend is aan welke heilige deze kerk is gewijd.
De kerkrestanten zijn in 1977-1978 ontdekt.